# 鞭崎八幡宮
鞭崎八幡宮（むちさきはちまんぐう）とは滋賀県草津市にある神社である。

## 地理
JR草津駅から南西4 km（キロメートル）に位置する。周辺には石津寺（せきしんじ）がある。矢橋港の東側に位置し、家々の中でも一際高い木々に囲まれている。

## 歴史
奈良時代前期に大中清麻呂が勅を奉じて創建したと伝えられる。名前の由来は、源頼朝の上洛時に鞭で神社の森を指して神の名前を尋ねたことによる。1192年（建久2年）に卜部兼勝が源頼朝の命令で社殿を再建したが、1213年（建暦3年）で焼失した。それからは微衰していたが、1602年（慶長6年）に膳所を治める戸田氏が社殿を建造して再興した。

## 表門

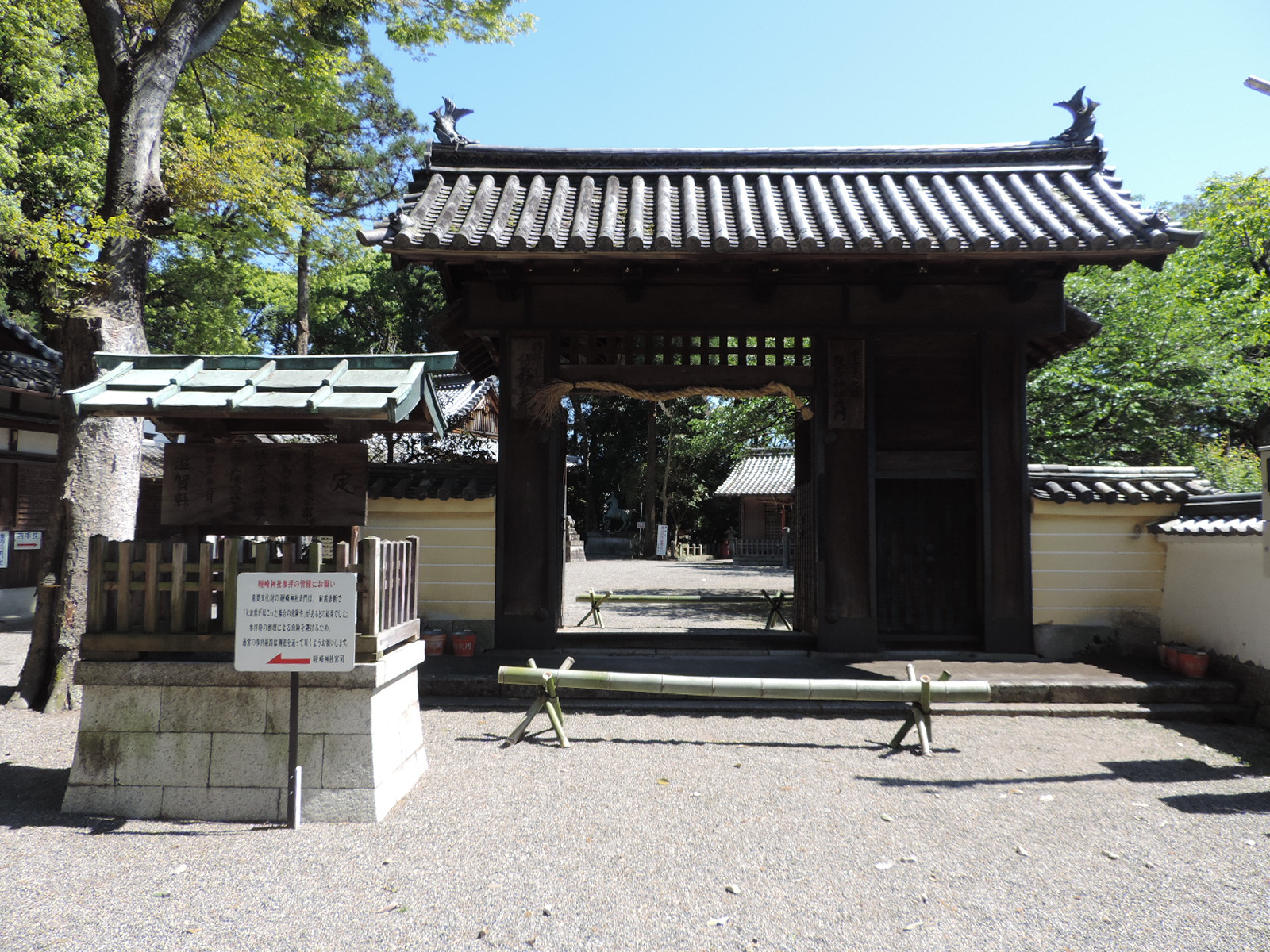
鞭崎八幡宮の表門。

鞭崎神社の表門は膳所城の南大手門を廃藩置県による廃城の時に移築されたものである。屋根は本瓦葺、本柱と後方の控え柱にそれぞれ切妻屋根を施した高麗門である。門扉は板の上に鉄板を縦方向に設けた作りで、慶長年間の特徴を残している。軒瓦には膳所城の城主であった本多氏の家紋である立ち葵が刻まれている。重要文化財指定。

## 交通アクセス
- 草津駅（JR琵琶湖線(東海道本線)・JR草津線）または南草津駅（JR琵琶湖線(東海道本線)）から近江鉄道バスで矢橋停留所下車、徒歩5分[1]。